# God of Love
God of Love är en 18 minuter lång amerikansk kortfilm, filmad i svartvitt. Den regisserades och skrevs av Luke Matheny. God of Love handlar om Raymond Goodfellow, en dartspelare och jazzsångare. Goodfellow blir olyckligt förälskad i en bandmedlem, vars hjärta bultar för Goodfellows bästa vän. Goodfellow ber dagligen till Gud om en möjlighet att få hans älskade att bli kär i honom. En kväll besvaras hans böner då han får en låda med magiska dartpilar formade som Amors pilar.

## Priser
Filmen vann en Oscar för bästa kortfilm på Oscarsgalan 2011.